# Fibonacci-dagen

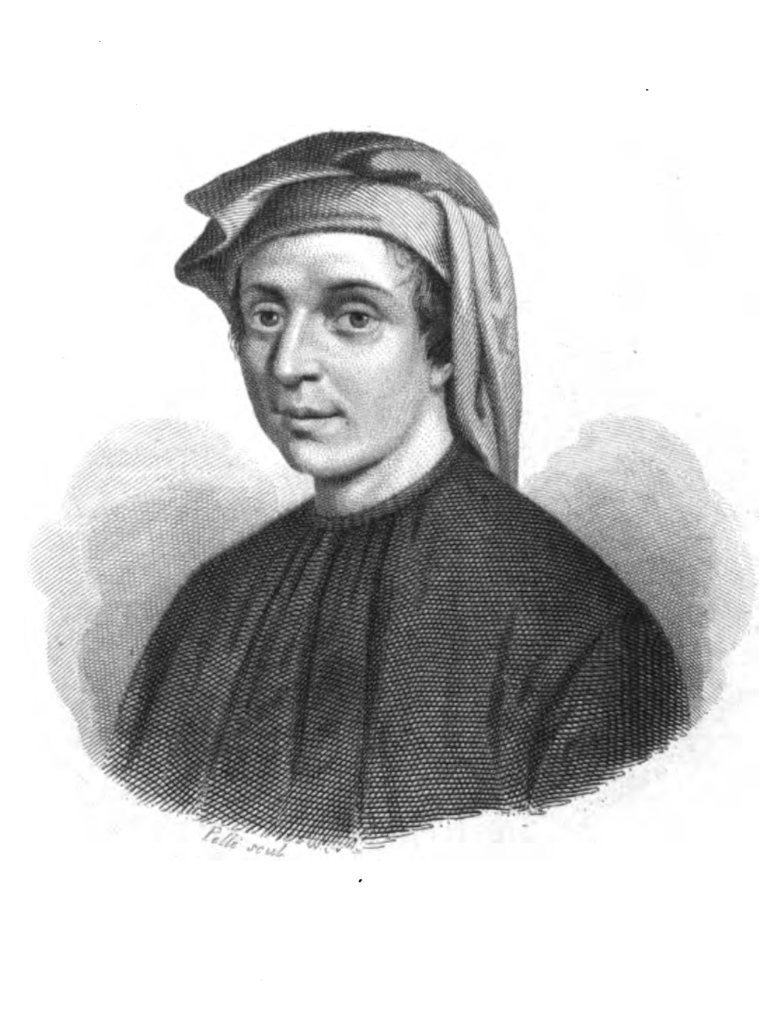
Leonardo Fibonacci (c. 1170 – c. 1250).

Fibonacci-dagen är en internationell temadag som infaller 23 november varje år för att uppmärksamma italienska matematikern Leonardo Fibonacci och Fibonaccitalen. Valet av datumet kommer ifrån de fyra första Fibonaccitalen 1, 1, 2 och 3 vilket i det amerikanska datumformatet motsvarar 23 november (11/23). Sekvensen—som Fibonacci presenterade år 1202 i boken Liber Abaci—har en nära koppling till gyllene snittet som frekvent förekommer i naturen, arkitektur och konst. Fibonacci introducerade även arabiska siffror till Europa vilket kom att helt ersätta rådande systemet med romerska siffror och är det som används än i dag.